# Cooperação (biologia)
Cooperação ou comportamentos cooperativos são termos usados para descrever todo comportamento que beneficia ambos os protagonistas e pode ocorrer tanto entre organismos da mesma espécie como entre membros de espécies diferentes. É, pois, uma relação ecológica harmônica, isto é, sem prejuízo a nenhum dos seres envolvidos, podendo ser classificada como intra ou interespecífica.
Há várias teorias que ajudam a explicar a razão da selecção natural favorecer alguns tipos de cooperação. A evolução da cooperação é uma área de estudo activa em biologia evolutiva.

## Protocooperação

Formigas e pulgões

Protocooperação, mutualismo facultativo ou simbiose não obrigatória é uma espécie de cooperação, uma relação ecológica harmônica, na qual ambas as espécies se beneficiam; contudo, tal associação não é obrigatória, podendo cada espécie viver isoladamente, ou seja, pode viver independentemente da outra. Os seres associados mantêm certa independência: apenas se beneficiam das associações mais ou menos duradouras que estabelecem.

### Exemplos
Um exemplo de protocooperação é a relação que ocorre entre o caranguejo bernardo-eremita (paguro) e a anêmona: o paguro serve de meio de transporte para a anêmona, e a anêmona protege o paguro contra o ataque de predadores (devido à presença de substâncias urticantes em seus tentáculos).
Um dos exemplos mais famosos de protocooperação é a relação que ocorre entre as aves-palito e os crocodilos. Mas este é uma das fake news mais antigas contadas e espalhadas por biólogos pelo mundo. a história conta que frequentemente existem sanguessugas e restos de comida entre os dentes dos crocodilos. Por causa disto, o crocodilo abre a boca e permite que a ave-palito pouse dentro dela para se alimentar dos restos de comida e das sanguessugas. Assim, o crocodilo ficaria livre desses "incômodos" e a ave-palito obteria alimento de maneira fácil e segura (porque o crocodilo não fecha a boca, e nenhum predador da ave-palito se aproxima do crocodilo). Mas como fica claro na matéria https://super.abril.com.br/blog/supernovas/eu-quase-cai-na-1o-fake-news-da-historia-foi-herodoto-que-escreveu/ o crocodilo tem um espaço muito grande entre os dentes para reter a comida lá, não fica com a boca aberta tempo suficiente para entrarem os sangue sugas e não existem fotos ou vídeos com provas que isto realmente aconteça.